# Als Martin noch ein Knabe war

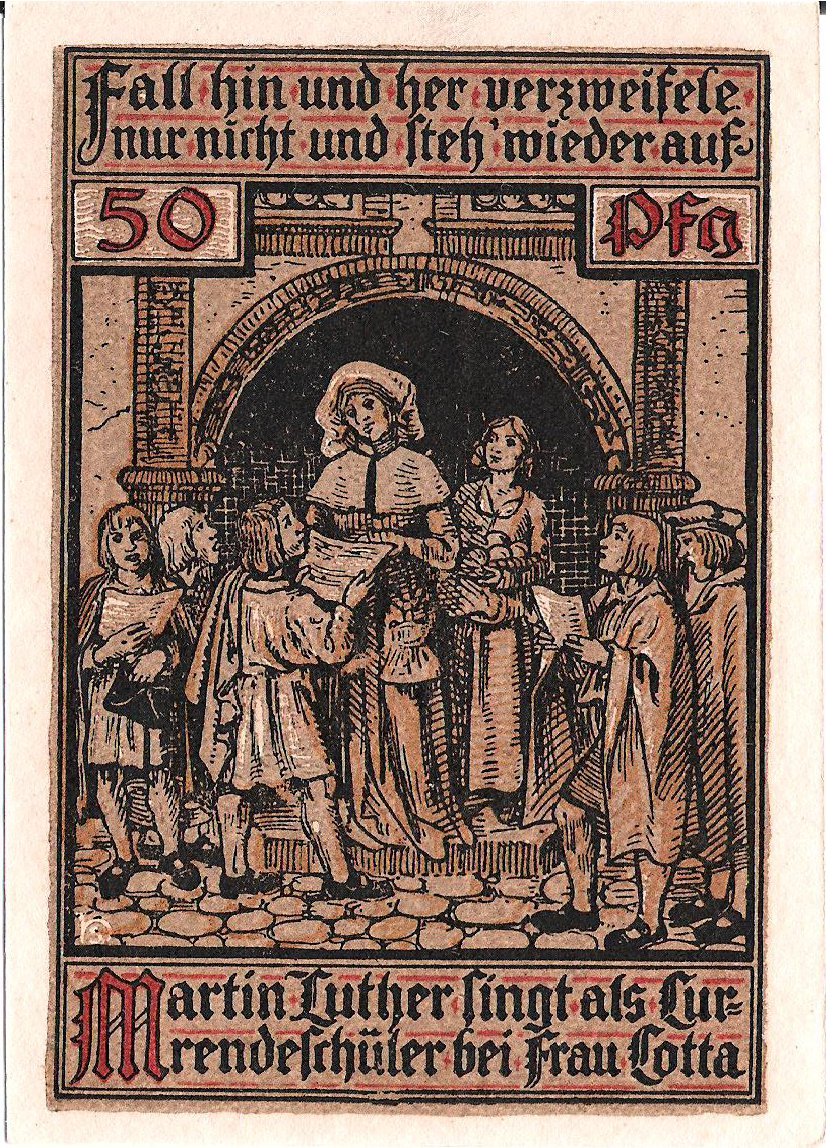
Martin Luther als Kurrendesänger in Eisenach (Notgeld der Stadt Eisenach, 1921)

Als Martin noch ein Knabe war ist ein traditionelles Lied, mit dem Kinder vor allem in Niedersachsen am Abend des 10. November von Tür zu Tür ziehen und Süßigkeiten erbitten. Im 19. Jahrhundert versuchte man in evangelischen Gegenden, das mit dem heiligen Martin von Tours verknüpfte Brauchtum auf Martin Luther umzulenken (Martinisingen statt Martinssingen); das ist der Hintergrund auch dieses Martinsliedes.

## Entstehung
Das Lied Als Martin noch ein Knabe war wurde nach eigenen Angaben von Wilhelm Konrad Fischer aus Gellersen geschrieben. Seit 1830 hatte er eine Stelle als Schullehrer, Küster und Organist in Hämelschenburg. 1877 schrieb Fischer seine Lebenserinnerungen nieder, die im Original im Hämelschenburger Gutsarchiv lagern und von denen Pastor Adolf Kleine eine Abschrift anfertigte.
Diesen autobiografischen Erinnerungen zufolge war am Vorabend des Martinstages vor Fischers Intervention in Hämelschenburg ein anderes Lied üblich, von dem er nur die erste Strophe mitteilt und das er als unpassend empfand:
„Marten, Marten, gaud Mann, der’t am besten daun kann, Äppel und die Beeren nöte gaht wohl nie. Leiwe Fräu, giff ösch wat, lat ösch nicht tau lange stahn. Dat Himmelriek ist uppedahn, da schöll wi alle henningahn mit alle use Gästen. Dei leiwe Gott ist der beste!“
Dieser Gesang wurde auch beim Gutsherrn und beim Pfarrer vorgetragen.
Fischer wollte das aus pädagogischen Motiven ändern. Da er kein passenderes Lied fand, schrieb er selbst „Als Martin noch ein Knabe war“. Damit gelang es ihm, in Hämelschenburg das ältere Heischelied völlig zu verdrängen.

## Text
Verbreitet ist dieses Lied im nördlichen Westfalen und in Niedersachsen.  Das von der Inneren Mission herausgegebene Hannoversche Sonntagsblatt machte folgende Textfassung „für die Kinder, die sich gern Äpfel und Nüsse ersingen“ 1869 und 1871 einem größeren Publikum bekannt:
1.

Als Martin noch ein Knabe war,

Hat er gesungen manches Jahr

Vor fremder Leute Thüren.

Er sang so schön, er sang so zart,

So ganz nach frommer Kinder Art,

So konnt’s ein Herz wohl rühren.

2.

Wir singen, liebe Leute, auch

Nach frommer Sitt’ und altem Brauch;

Drum wollt ihr uns nicht schelten.

Und wenn ihr reichlich uns bedenkt,

Mit schönen Äpfeln uns beschenkt,

Wird Gott es euch vergelten.

3.

Drum hört auf unsern Bittgesang

Und nehmt von uns den schönsten Dank

Für eure milden Gaben:

Wir wünschen Luthers Glauben euch,

Dann werdet ihr im Himmelreich

Das ew’ge Leben haben.

## Inhalt
In den Tischreden Luthers ist eine Erinnerung des Reformators an seine Schulzeit in Eisenach enthalten: „verachte mir nicht die gesellen, die fur der thur ‚panem propter deum‘ sagen und den brotreihen singen … ich bin auch ein solcher partekenhengst gewest und hab das brot für den heusern genomen, sonderlich zu Eisenach in meiner lieben stad …“ Die Párteke war ein Stückchen Brot oder überhaupt ein Almosen. Es war in Luthers Jugendzeit üblich, dass Schüler singend auf Betteltouren zogen. Mittellateinisch parteca ist das „Dargereichte“ und stammt wahrscheinlich von dem Bettelruf partem „ein Stück“.